# Divitz-Spoldershagen
Divitz-Spoldershagen település Németországban, Mecklenburg-Elő-Pomeránia tartományban. Lakosainak száma 472 fő (2023. december 31.).

## Népesség
A település népességének változása:
| Lakosok száma | 466  | 444  | 448  | 457  | 468  | 472  |
|               | 2014 | 2017 | 2019 | 2021 | 2022 | 2023 |